# Academi
Academi — американское охранное предприятие (частная военная компания, ЧВК), основанное в 1997 году бывшим офицером ВМС США Эриком Принсом и Элом Кларком. До февраля 2009 года была известна как Blackwater, до января 2011 года — как Xe Services LLC, в 2011 году, после того, как её приобрела группа частных инвесторов, снова переименована в Academi. В 2014 году Academi объединилась с Triple Canopy, образовав Constellis Holdings.
Предприятие имеет большое количество подразделений, дочерних предприятий. В настоящее время является одной из крупнейших частных военных компаний. Штаб-квартира находится в Северной Каролине, округ Карритак, на территории общины Мойок. Имеет региональные представительства в Лондоне, Дубае, Лагосе и Вашингтоне (округ Колумбия).
Основную прибыль получает от участия в военных конфликтах (например, в войне в Афганистане), около 90% выручки составляют правительственные заказы. Заказчиками также являются частные лица, нефтедобывающие/страховые компании.

## История
Фирма Blackwater USA была основана в 1997 году бывшим офицером военно-морского спецназа США («Морские котики») 27-летним Эриком Принсом и тренером по прикладной стрельбе Элом Кларком, как охранная компания, которая будет заниматься поддержкой и подготовкой военных и правоохранительных операций.
Эрик Принс окончил колледж Хилсдейл и работал стажёром в Белом Доме Джорджа Буша (старшего), затем окончил Военно-морскую академию и служил в военно-морском спецназе.
Деньги на покупку первого тренировочного центра и создание компании он получил по наследству от отца. Тогда он купил участок площадью 24 км² на границе штатов Северная Каролина и Вирджиния. В этой местности вода в озере имела чёрный цвет из-за большого количества торфа, так компания и получила своё название Blackwater, что в переводе означает «Чёрная вода».
Со временем охранная фирма превратилась в настоящую частную военную компанию, а сам Принс стал одним из главных спонсоров Республиканской партии.
В 2002 году была создана компания Blackwater Security Consulting (BSC), сотрудники компании участвовали в войне в Афганистане. В этой стране они отвечали за охрану сотрудников американской разведки (ЦРУ).
Сразу после падения режима Саддама Хусейна в 2003 году «Blackwater» появилась в Ираке как одна из 60 охранных компаний, и стала заниматься обучением новых иракских вооружённых сил и полиции. Компания несла охрану сотрудников Госдепартамента США в Ираке, а также посольства США в Багдаде.
Первые потери частная армия «Blackwater» понесла в марте 2004, когда погибло четверо её сотрудников. На момент вывода сил «Blackwater» из Ирака в стране присутствовало 987 наёмников, 744 из которых являлись гражданами Соединённых Штатов. Компания участвовала в Иракской войне до сентября 2009 года. «Blackwater» имеет право не разглашать потери личного состава, однако сообщила о гибели 27 своих сотрудников к октябрю 2007 года.
Акцентируя внимание на профессионализме сотрудников компании, её представитель заявил, что никто из клиентов компании серьёзно не пострадал:
Мы гордимся нашим успехом — никто, будучи под нашей защитой, не был убит или даже серьёзно ранен.Оригинальный текст (англ.)We are proud of our success - no-one under our protection has been killed or even seriously wounded.
В октябре 2007 года Blackwater USA изменили название компании на Blackwater Worldwide и обнародовали новый логотип. Представители компании утверждают, что такие перемены не связаны с расстрелом демонстрации в Багдаде, и решения об изменении названия и ребрендинге были приняты намного раньше.
В 2009 году основатель компании Эрик Принс ушёл с поста генерального директора, и в феврале Blackwater Worldwide официально сменила название на Xe, а также использует марку U.S. Training Center.
В 2013 году Academi заключила с Госдепартаментом США контракт на 92 млн долларов на охрану дипломатических миссий.

## Руководство
Со дня создания компании основные управленческие роли до 2 марта 2009 года исполнял сам Эрик Принс. Создатель компании сейчас занимает пост председателя правления, но больше не участвует в повседневной деятельности компании.
Многие ключевые посты в компании занимали бывшие высокопоставленные чиновники. Например, Кофер Блэк, занимавший должность заместителя председателя компании с 2005 года по 2008 год, с 2002 года по 2004 был координатором государственного департамента Соединённых Штатов по борьбе с терроризмом, а с 2006 года по 2008 год был директором Контртеррористического центра ЦРУ.
До скандалов с контрабандой оружия, должность президента компании занимал Гари Джексон, который является бывшим офицером «Морских котиков». Роберт Ричер был вице-президентом службы разведки США до января 2007 года, после этого был директором одного из департаментов компании Blackwater.
Сейчас исполнительным директором является Джозеф Йорио. Даниэль Эспозито стал новым операционным директором.

## Структура компании
Xe Services — управляющая организация, преимущественно занимается административными функциями. Основная деятельность распределена между подразделениями компании. Рассматривая структуру этой организации, следует учитывать, что существует ряд компаний, которые не входят в группу, но принадлежат Эрику Принсу. Например, компания EP Aviation LLC, названная из-за инициалов хозяина, владеет тактическими и учебными воздушными средствами. А компания Total Intelligence Solutions, находящаяся в Арлингтоне, занимается риск-менеджментом и предоставлением различных консультационных услуг.

### Blackwater Maritime Solutions
Подразделение Blackwater Maritime Solutions занимается подготовкой служащих военно-морских сил. В 2004 году компания проводила подготовку греческих служб безопасности, которые должны были обеспечивать безопасность во время проведения Олимпиады 2004 года. Также проводила подготовку азербайджанских и афганских вооружённых сил.
Моделирование морских боёв компания может проводить на искусственно созданных озёрах. Blackwater Maritime Solutions получила контракт на подготовку моряков ВМС США после атаки на американский корабль USS Cole. Фирме принадлежит корабль «МакАртур» водоизмещением 995 тонн.

### Blackwater Security Consulting
Компания Blackwater Security Consulting (BSC) была основана в 2001 году, штаб-квартира находится в городе Мойок, Северная Каролина. BSC является одной из частных охранных фирм, которые работали в ходе войны в Ираке. Именно эта компания предоставляла защиту должностным лицам и объектам, обучала армию и полицию, а также занималась поддержкой вооружённых сил коалиции.
Компания имеет договор с Бюро по вопросам дипломатической безопасности и предоставляла услуги по охране дипломатов в Афганистане, Ираке, Боснии и Израиле. Компания занимается охраной посольств США в Ираке. Компания предлагает свои услуги по ликвидации последствий стихийных бедствий и оказании чрезвычайной помощи пострадавшим. Должностные лица BSC встречались с губернатором Калифорнии Арнольдом Шварценеггером, чтобы обсудить возможности сотрудничества на случай землетрясения.

### Greystone Limited
Частная охранная служба Greystone зарегистрирована в Барбадосе. Компания осуществляет наём граждан из различных стран через свой филиал Satelles Solutions, Inc.
На их сайте указано, что они могут предоставить «лучших военных со всего мира», которые могут вести свою деятельность в любом месте. Задачи компании могут варьироваться от небольших до «крупномасштабных операций, требующих большого числа людей для обеспечения безопасности в регионе».
В Greystone планировали открыть учебный центр наподобие военно-морской базы США Субик-Бей, но позже компания от этих планов отказалась.

### Aviation Worldwide Services
Aviation Worldwide Services имеет три дочерних компании: STI Aviation, Air Quest и Presidential Airways. Компания была куплена Blackwater в апреле 2003 года. Штаб-квартира находится в Мельбурне, Флорида.
- STI Aviation является членом FAA/JAA и занимается техническим обслуживанием и ремонтом воздушных судов.
- Presidential Airways имеет тесные контакты с Министерством обороны США. Компании принадлежат несколько самолётов CASA 212 и Boeing 767[38][39]. Также владеет вертолётами MD-530, которые часто использовались компанией во время Иракской войны[40][41]. Компания осуществляла воздушные транспортные операции в Афганистане, Пакистане, Узбекистане и Киргизии[42][43]. 27 ноября 2004 года принадлежащий PAW самолёт CASA 212 с бортовым номером N960BW потерпел крушение[44]. Все люди на борту (трое военных и трое гражданских) погибли. Родственники некоторых погибших пассажиров подали в суд на компанию после этого инцидента[45].

- Самолёт Blackwater CASA 212 над Афганистаном.
- Вертолёт Blackwater OH-6 с сотрудниками на борту.
- Вертолёт Blackwater MD 530F над Багдадом.

### Другие подразделения компании
- Blackwater Armored Vehicle конструирует лёгкую бронетехнику. Основное производство (6 500 м²) компании находится в Камдене, Северная Каролина[46]. Одной из разработок компании является бронетранспортёр Grizzly APC, разработанный специально для ведения боевых действий в городских условиях[47].
- United States Training Center — тренировочный центр осуществляет подготовку солдат регулярной армии и специальных подразделений. В подготовительном лагере в Северной Каролине есть все, что нужно для тренировки — стрельбища, полигоны, искусственный водоём и аэродром.
- Blackwater Target Systems производит оборудование для стрельбищ и тиров.
- Blackwater Airships конструирует беспилотные летательные аппараты.
- Raven Development Group — строительная организация, построившая сооружения, здания и тренировочные комплексы Xe Services.
- K-9, основной задачей подразделения является подготовка служебных и боевых собак для выполнения военных и правоохранительных функций, таких как работа в качестве патрульных собак, ищеек взрывчатых веществ, наркотиков.

## Участие в Иракской войне
Компания «Blackwater» играла существенную роль в войне в Ираке как подрядчик правительства Соединённых Штатов. В 2003 году был подписан первый контракт на предоставление охраны главе Временной Коалиционной администрации Полу Бремеру на сумму в 21 миллион долларов. По словам Эрика Принса, с 2003 года были убиты 30 сотрудников компании. Общие потери Blackwater в Ираке составили около 780 человек, эти люди не учитываются в официальной статистике военных потерь США.[чьей?].
Во время работы в Ираке компанию Blackwater неоднократно подозревали в контрабанде оружия. Сотрудники Xe работали юридически в Ираке, по крайней мере, до сентября 2009 года.

### Засада в Эль-Фаллудже
31 марта 2004 года во время конвоирования доставки продуктов питания компании ESS четверо сотрудников компании были убиты иракскими повстанцами. Тела сотрудников были вытащены из машин и избиты, затем сожжены. Трупы были привязаны к машинам, их тащили по улицам, и в итоге они были повешены на мосту через Евфрат. Этот инцидент привёл к штурму вооружёнными силами США города Эль-Фаллуджа, а также к судебным тяжбам с родственниками погибших.

### Апрель 2005 года
В апреле 2005 года шесть наёмников «Blackwater» погибли, когда в Ираке был сбит их вертолёт Ми-8. Вместе с ними погибли члены болгарского экипажа и два фиджийских артиллериста.

### Инциденты в 2006 году
В 2006 году в зелёной зоне Багдада произошла автомобильная авария. Внедорожник, управляемый сотрудниками «Blackwater», врезался в Хамви армии США. Сотрудники «Blackwater» разоружили военнослужащих и заставили их лежать на земле под дулом пистолета до тех пор, пока они не отогнали свой внедорожник от места аварии.
Вечером 24 декабря 2006 года сотрудник компании, злоупотребив алкоголем, застрелил охранника вице-президента Ирака, попав в него из пистолета Глок три раза. Наёмник, совершивший этот поступок, был уволен из компании и депортирован из страны, больше никаких санкций к нему не применялось. Эрик Принс прокомментировал эту ситуацию так:
Мы не можем его ни выпороть, ни посадить.Оригинальный текст (англ.)We can't flog him, we can't incarcerate him.

### Инцидент с «Blackwater» в Багдаде
Компания стала печально знаменита в связи с инцидентом с убийствами иракцев в сентябре 2007 года. 16 сентября 2007 года сотрудники Blackwater, охранявшие дипломатический конвой Госдепа США, на центральной площади Багдада устроили перестрелку, которая закончилась гибелью семнадцати и ранением восемнадцати мирных иракцев (среди пострадавших были дети).
После инцидента компания была лишена лицензии на ведение своей деятельности на одну неделю. После иракское правительство инициировало процедуру вывода наёмников Blackwater, но контракт всё равно был возобновлён. Правительство США после этого инцидента заявило, что они не будут продлевать договор с Blackwater, а их место на рынке займёт другая компания, Triple Canopy.
По результатам всех расследований выяснилось, что служащие фирмы с 2005 года по 2007 год участвовали в 195 перестрелках и в 84 % случаев они открывали огонь первыми.

## Другая деятельность компании
В пресс-релизе компании Xe утверждается, что компания предоставляет воздушные перевозки, услуги по охране, материально-техническое обеспечение войск, транспортные услуги, а также гуманитарную поддержку. Сообщалось, что компания помогает в установлении правопорядка в районах стихийных бедствий. Основные прибыли компания получает от участия в военных конфликтах и около 90 % выручки компании происходит от правительственных контрактов. Основное развитие компания получила во время Иракской войны.
Компания Blackwater была нанята для ликвидации последствий урагана «Катрина». В регионы, пострадавшие от урагана «Катрина», было отправлено около 200 сотрудников компании. 164 из них обеспечивали охрану государственных объектов. За свои услуги компания получала 240 000 $ в день.
Xe является одной из пяти компаний, выбранных министерством обороны США, с которыми был подписан пятилетний контракт на поставку оборудования и предоставление услуг по борьбе с наркотиками. Стоимость контракта оценивается в 15 миллиардов долларов. Xe имеет контракты с различными иностранными правительствами, в основном о предоставлении услуг по борьбе с наркоторговлей. 16 сотрудников компании находятся в Афганистане для поддержки и обучения вооружённых сил США. Хе проводит обучение афганских силовых структур методам пресечения незаконного оборота наркотиков.
Также клиентами являются частные лица, нефтедобывающие и страховые компании. В 2005 году Blackwater проводила обучение азербайджанского военно-морского спецназа. Компания имеет контракт с японскими властями об охране радиолокационных систем AN/TPY-2.

## Критика
Компания Xe Services как преемник Blackwater имела достаточно негативную репутацию из-за убийств мирных граждан в Ираке и контрабанды оружия. Члены семей убитых подают в суды иски по поводу ведения беспорядочной стрельбы и убийств мирных граждан представителями ЧВК.

### Xe Watch
Xe Watch является некоммерческой, неправительственной организацией со штаб-квартирой в Северной Каролине. Организация занимается мониторингом деятельности компании Blackwater с 2007 года. Также наблюдает за деятельностью других частных военных компаний и наёмников с точки зрения прав человека, лоббирования, спекуляции на вопросах войн и конфликтов. В сентябре 2007 года была организована первая демонстрация этой организации возле штаб-квартиры Blackwater в Мойоке, Северная Каролина.
Автор книги «Blackwater. Самая могущественная наёмная армия в мире» (англ. Blackwater: The Rise of the World's Most Powerful Mercenary Army) Джереми Скейхилл является одним из членов Xe Watch. Также представители этой организации писали статьи о Хе в The Seattle Times, Chicago Tribune и The Guardian.

### Контрабанда оружия
Компанию Blackwater неоднократно подозревали в контрабанде оружия. Громким скандалом, произошедшим с охранной фирмой 9 марта 2010 года, стало расследование пропажи с американских складов в Афганистане более 500 автоматов Калашникова и другого оружия. Предположительно, ответственный за пропажу оружия сотрудник Blackwater подписывал накладные на их изъятие со склада именем персонажа мультфильма South Park Эрика Картмана (англ. Eric Cartman).
16 сентября 2010 года пятерым членам руководства Xe, включая исполнительного директора Гари Джексона, были предъявлены обвинения в незаконном обороте оружия. Должностные лица сфальсифицировали документы и таким образом скрыли свой подарок королю Иордании Абдалле II в виде 22 единиц оружия, включая 17 автоматов АК, захваченных во время рейда в 2008 году.

## В культуре
В художественных фильмах:
- По словам исполнительного продюсера телесериала «Иерихон», на создание образа присутствующей в нём по сюжету вымышленной «частной армии» Ravenwood могли повлиять инциденты в Ираке, связанные с деятельностью Blackwater[73].
- В полнометражном фильме «Команда-А» (2010) в Ираке и последующих сценах присутствуют актёры — сотрудники частной охранной фирмы Blackforest, прототипом которой является компания Blackwater[74].
- Во втором сезоне телесериала «Настоящий детектив» неоднократно упоминается подразделение Blackmountain, обвиняемое в военных преступлениях.
- В криминальной драме «Три девятки» упоминается, что несколько членов группы грабителей служили в «BlackWater».
- В сериале В поле зрения не раз упоминается компания Blackwater.
- В фильме «Погребённый заживо» главный герой звонит захватившему его террористу, который в ходе разговора упоминает про «BlackWater».

В документальных фильмах:
- Shadow Company — фильм о наёмническом бизнесе и частных военных компаниях, особое внимание уделяется их роли в недавних вооружённых конфликтах. Фильм был выпущен на DVD в августе 2006 года.
- Blackline: The Beirut Contract — малобюджетный фильм о частных военных компаниях, таких как Blackwater.

В играх:
- Послужила прототипом частной военной корпорации Belltower в перезапуске серии Deus Ex
- Была прототипом в видеоигре Warface наёмной организации Blackwood, которая также имела дурную репутацию, связанную с убийством мирных граждан[75].
- В игре Call of Duty: Modern Warfare 2 послужила прототипом для наёмников Шепарда («Shadow Company»).
- Blackwater — рельсовый шутер для Xbox 360 с функцией Kinect, разработанная компанией Zombie Studios 25 октября 2011 года. Игра происходит от лица подрядчика военной компании Blackwater Worldwide[76].
- В игре Splinter Cell: Conviction есть организация Black Arrow, прототипом которой послужила Xe Services.
- В игре GTA V есть компания MerryWeather, чьё название является пародией на Blackwater.
- В игре Payday 2 есть компания Murkywater, чьё название также как и в GTA V является пародией на Blackwater.
- В игре The Elder Scrolls IV: Oblivion есть компания Blackwood Company, которая является отсылкой к Blackwater.
- В игре Arknights есть частная военная компания Blacksteel Worldwide, чьё название является отсылкой к Blackwater Worldwide.
- В игре Squad есть фракция: частная военная компания Manticora, логотип которой внешне схожен с логотипом Blackwater.

В книгах:
- Джереми Скейхилл[англ.] (2015) Blackwater. Самая могущественная наёмная армия в мире. Кучково поле, Институт внешнеполитических исследований и инициатив, ISBN 978-5-9950-0372-4.
- Сингер П. В. (2003) Corporate Warriors: The Rise of the Privatized Military Industry Cornell University Press, Ithaca, New York, ISBN 0-8014-4114-5.
- Роберт Янг Пелтон (2006) Licensed to Kill, Hired Guns in the War on Terror Crown Books, New York, ISBN 1-4000-9781-9.
- Александр Чубарьян (2011) Хакеры. Basic АСТ, Этногенез, ISBN 978-5-904454-37-1, Хакеры. Паутина АСТ, Этногенез, ISBN 978-5-904454-52-4. Blackwater послужила прототипом организации Армада[77].